# サポナリン
サポナリン(Saponarin)は、フラボングルコシドである。イソビテキシン（サポナレチン）の7-O-グルコシドである。サボンソウやヒスイカズラに含まれ、花の特徴的な緑色に寄与している。この特徴的な緑色は、マルビン（アントシアニン）とサポナリンが1:9の割合で存在することによる共色素効果の結果である。表皮からの樹液のpH7.9の塩基性下では、この2つの色素によって、青緑色を呈する。実験により、弱酸性下では、サポナリンは強い黄色を呈し、花を緑色にすることが分かっている。トケイソウ属でも見られる。